# Morturneria seymourensis
La morturneria (Morturneria seymourensis) è un rettile marino estinto, appartenente ai plesiosauri. Visse nel Cretaceo superiore (Maastrichtiano, circa 66 milioni di anni fa) e i suoi resti fossili sono stati ritrovati in Antartide.

## Descrizione
Benché noto per resti incompleti, l'aspetto di questo animale è desunto dai fossili di altri animali simili e meglio conosciuti: come gran parte dei plesiosauri, anche Morturneria doveva possedere un collo lungo, una testa piccola, quattro arti trasformati in strutture simili a pinne e un corpo tozzo e corto. 
La particolarità di Morturneria risiedeva nel cranio: la bocca era irta di piccoli denti aguzzi, molto vicini fra loro e simili ad aghi. Nella mandibola, in particolare, questi "aghi" non erano rivolti verso l'alto come quelli di tutti gli altri plesiosauri, bensì proiettati verso l'esterno e ricurvi verso il basso, cosicché quando la bocca era chiusa i denti superiori e quelli inferiori formavano una sorta di setaccio. Questa caratteristica struttura non è mai stata osservata in nessun altro rettile marino. 
Oltre a ciò, sembra che le mascelle di Morturneria fossero piuttosto deboli, e non indicate a trattenere prede guizzanti. La mandibola, infine, era particolarmente rigonfia e a forma di cerchio, mentre il palato era fortemente carenato e formava due camere orali laterali arcuate; queste strutture erano adatte ad accrescere il volume d'acqua che questo animale poteva ingoiare. Morturneria si differenziava dall'assai simile Aristonectes per la presenza di un processo paroccipitale plesiomorfico (simile a quello di Alexandronectes) e per la caratteristica carena sul palato.

## Classificazione
Morturneria seymourensis venne descritto per la prima volta nel 1989 sulla base di fossili (un cranio incompleto e alcune vertebre cervicali) ritrovate sull'isola di Seymour, in Antartide, in terreni risalenti alla fine del Cretaceo. Inizialmente denominato Turneria seymourensis, l'esemplare venne in seguito ribattezzato Morturneria poiché il nome Turneria era stato già utilizzato per un altro animale. Successivamente, nel 2003, alcuni studi indicarono che Morturneria altro non era che un esemplare di un genere di plesiosauro già noto in Sudamerica, Aristonectes. Solo nel 2017 vennero chiarite sufficienti caratteristiche distintive tra Aristonectes e Morturneria. In ogni caso, questi due animali fanno parte di un clade di plesiosauri elasmosauridi, gli Aristonectinae, comprendenti rettili marini dalle caratteristiche craniche estremamente specializzate.

## Paleobiologia
Secondo lo studio del 2017, sembra che Morturneria (e forse anche Aristonectes) fosse un organismo sospensivoro: Morturneria setacciava il sedimento e poi, tenendo le sue mandibole leggermente aperte, in qualche modo pompava l'acqua carica di sedimento in sospensione e intrappolava gli anfipodi e altre piccole prede con i denti che si intersecavano fra loro. In questo modo, Morturneria potrebbe essere stato l'equivalente cretaceo di una balena grigia attuale.